# 大赤斑

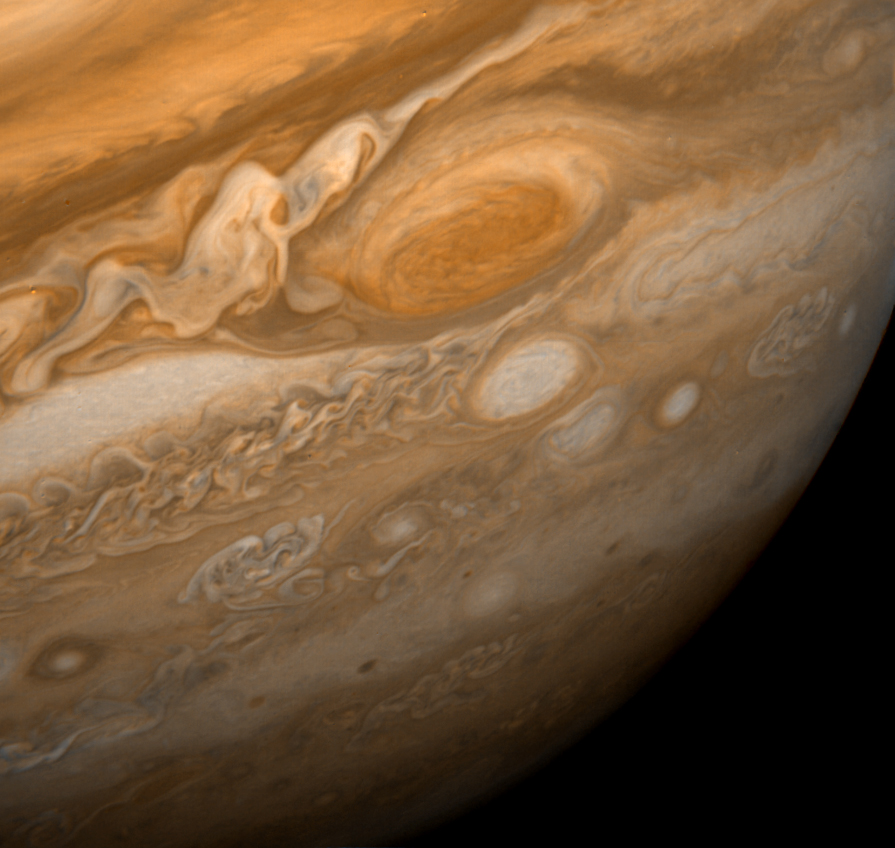
ボイジャー1号から撮影した大赤斑（1979年2月25日）。160km程度の雲の微細構造が見られる。

アニメーション

大赤斑（だいせきはん、英: Great Red Spot）とは、木星に存在する高気圧性の巨大な渦である。

## 概要
地球の地表の望遠鏡からでも観測可能であり、ジョヴァンニ・カッシーニにより1665年に発見された。
大きさは変動があり、大きいときでは 40,000 km × 14,000 km 程度と、おおよそ地球2、3個分の大きさがあったが、21世紀初頭時点では18,000 km × 12,000 km  となっている。雲頂高度は周囲よりも8km程度高い。赤道より22°南に位置し、南極から見て反時計回り（西向き）に、周期6日程度で回転している。
大赤斑の渦が、マーブリング（下記参照）の渦が発達してできたものであるのか、台風のようなものであるのか、あるいは下層に何らかの原因が存在しているのかなど、詳しい発生原因・構造は解明されていない。2017年には、大赤斑は巨大な熱源であることが報告された。

## 構造
木星には、地球でいうところの大循環気流が狭い間隔で吹いており、そのそれぞれにおいて地球でいうところのジェット気流が非常に速い速度と風力でほぼ平行に互い違いの方向に吹いている。これは木星の高速な自転による強力なコリオリの力が影響しているためと見られる。そのような木星大気の中で、大気を構成する物質は絶えず攪拌され、上昇と下降を繰り返している。大赤斑は大循環気流を跨ぐような形で存在しており、大循環気流の境界ではマーブリング様の複雑な模様を描いている。
他にも木星には、多くは無名の白もしくは茶色の楕円も見られ、白い渦は比較的高高度・低温度の雲からなり、茶色の渦は標準的な高度のより暖かい雲で形成される。これらの渦は数時間から数世紀の間持続することがある。
2000年ごろ、大赤斑より小規模の白い嵐が複数個合体しオーバルBAとなった。オーバルBAは2005年末ごろから大赤斑と同様の色調に変化する様子が観測されたが、これは下層の大気が上昇、混合されたためだと推測されている。この「中赤斑」ともいうべき新たな斑点は、大赤斑のやや南に2008年現在も安定して存在し続けている。

## 観測史
大赤斑の左側には色鮮やかな雲が複雑に絡み合い、波動現象を示している。大赤斑の下に見える白い楕円渦が地球の半径に相当するスケールである。ある程度望遠鏡の精度が向上した1665年に発見された。ただし、1664年5月にはイギリスの天文学者であるロバート・フックにより、木星の表面に渦が存在することが既に確認されている（なお、フックが観測した渦は赤道の北部に位置しており、南に位置する現在の大赤斑とは異なると考えられている）。
1665年から1713年まで、および、1831年から現在までの間は断続的に観測されている。しかし、1714年から1830年までの間は観測されていない。1665年に観測された大赤斑と1831年以降の大赤斑は同一の緯度帯に位置することから、かつては350年以上継続した同一の永続斑と考えられていたが、その後の研究により、両者は別物である可能性が高くなっている。Agustín Sánchez-Lavegaらのグループが過去の観測記録や木星大気のシミュレーションから分析を行ったところ、そのサイズや動きから、1713年以前に観測されたものとは別物である可能性が高かったという。木星の他の渦についても誕生直後は細長い楕円形であることから、19世紀に観測された横長の大赤斑は誕生直後の形状であることが示唆されている。

## 縮小
当初は、発見以来少なくとも350年以上にわたり一定の形状を維持しつづけたと考えられたことや、あまりにも巨大な力学的エネルギーを持っているため、今後も存在しつづけるものと見られていたが、20世紀後半から21世紀初頭の観測により、年々大きさが縮小していることが明らかになっており、2014年5月15日、大赤斑が1930年代以降の観測史上最も縮小していることがNASAから発表された。
19世紀後半には、その直径は約4万kmと地球が横に3つ並ぶ程の大きさであったが、1979年および1980年のボイジャーによる観測では約2万3300kmになり、2014年時点のハッブル宇宙望遠鏡による撮影では約1万6500kmにまで縮小していた。既に2012年初めには、アマチュア天文家の観測によって縮小ペースが約930km/年のペースまで加速しており、形状が楕円から真円に近いものに変化していることが判明していた。
NASAの天文学者は、非常に小さい渦が大赤斑に巻き込まれたことで、内部構造に変化が発生した可能性を指摘している。2015年時点ではさらに240kmほど縮小している。縮小のペースは落ち着いてきたものの、依然として縮小傾向にあり、このままのペースでは21世紀の中頃には消滅すると考えられている。